# Charmed (televisieserie)
Charmed is een Amerikaanse televisieserie van de zender WB (in Nederland uitgezonden op de zender RTL Lounge en in België op de zender Play5), die acht seizoenen te zien was. In de Verenigde Staten kwam de eerste aflevering (Something Wicca This Way Comes) op 7 oktober 1998 op de buis. Deze pilotaflevering werd door 7,7 miljoen mensen bekeken. Charmed was daarmee lange tijd de best bekeken pilot van een televisieserie op The WB. Charmed bezorgde The WB vanaf het begin hoge kijkcijfers. De laatste aflevering (Forever Charmed) werd in Amerika op 21 mei 2006 uitgezonden en door vijf miljoen mensen bekeken. Charmed was lange tijd de langstlopende serie aller tijden met alleen vrouwen in de hoofdrol. Dit record werd in 2012 verbroken door Desperate Housewives.
De serie liep acht seizoenen, in totaal van 178 afleveringen.

## Opbouw aflevering
Een aflevering van Charmed bestaat in het algemeen uit vier delen. In het eerste deel wordt een tipje van de sluier opgelicht door te laten zien welk kwaad de zusters zal teisteren, waarna de tv-tune van de serie volgt. Hierna, in het tweede deel, zien we de zussen in hun normale leven tot ze hun probleem ontdekken. In het langste, derde deel wordt naar een oplossing gezocht voor hun problemen, die ze in het vierde deel gebruiken om het kwaad te bestrijden. Deze herkenbare vierdeling heeft standgehouden tijdens alle acht jaar dat de serie draaide.

## Personages
| Acteur             | Personage        | Seizoen  | Seizoen  | Seizoen  | Seizoen  | Seizoen  | Seizoen  | Seizoen  | Seizoen  |
| Acteur             | Personage        | 1        | 2        | 3        | 4        | 5        | 6        | 7        | 8        |
| ------------------ | ---------------- | -------- | -------- | -------- | -------- | -------- | -------- | -------- | -------- |
| Shannen Doherty    | Prue Halliwell   | Hoofdrol | Hoofdrol | Hoofdrol |          |          |          |          |          |
| Holly Marie Combs  | Piper Halliwell  | Hoofdrol | Hoofdrol | Hoofdrol | Hoofdrol | Hoofdrol | Hoofdrol | Hoofdrol | Hoofdrol |
| Alyssa Milano      | Phoebe Halliwell | Hoofdrol | Hoofdrol | Hoofdrol | Hoofdrol | Hoofdrol | Hoofdrol | Hoofdrol | Hoofdrol |
| Rose McGowan       | Paige Matthews   |          |          |          | Hoofdrol | Hoofdrol | Hoofdrol | Hoofdrol | Hoofdrol |
| Dorian Gregory     | Darryl Morris    | Hoofdrol | Hoofdrol | Hoofdrol | Hoofdrol | Hoofdrol | Hoofdrol | Hoofdrol |          |
| Ted King           | Andy Trudeau     | Hoofdrol |          |          |          |          |          |          |          |
| Brian Krause       | Leo Wyatt        | 7 afl.   | Hoofdrol | Hoofdrol | Hoofdrol | Hoofdrol | Hoofdrol | Hoofdrol | Hoofdrol |
| Greg Vaughan       | Dan Gordon       |          | Hoofdrol |          |          |          |          |          |          |
| Karis Paige Bryant | Jenny Gordon     |          | Hoofdrol |          |          |          |          |          |          |
| Julian McMahon     | Cole Turner      |          |          | Hoofdrol | Hoofdrol | Hoofdrol |          | 1 afl.   |          |
| Drew Fuller        | Chris Halliwell  |          |          |          |          | 2 afl.   | Hoofdrol | 1 afl.   | 1 afl.   |
| Kaley Cuoco        | Billie Jenkins   |          |          |          |          |          |          |          | Hoofdrol |

### Hoofdpersonages
- Prue Halliwell: De oudste Halliwell die de kracht van Telekinese ontwikkelt.
- Piper Halliwell: De middelste Halliwell die dingen en personen kan bevriezen en opblazen.
- Phoebe Halliwell: De jongste Halliwell die visioenen krijgt over de toekomst, het verleden en het heden en kan vliegen.
- Paige Matthews: De verloren halfzus van de Halliwells en tevens half Lichtgids die na Prues dood de Macht van Drie opnieuw vervolledigt.
- Leo Wyatt: De Lichtgids van de zussen die verliefd wordt op Piper.
- Andy Trudeau: Een politie-inspecteur en jeugdvriend van de zussen die een romantisch verleden heeft met Prue.
- Darryl Morris: Een politie-inspecteur en bondgenoot van de Charmed Ones.
- Billie Jenkins: Een jonge heks die als protegé van Paige opgeleid wordt door de Charmed Ones.

### Nevenpersonages
- Barbas: De Demon van Angst die regelmatig terugkeert en poogt de zussen te vernietigen door hun angsten tegen hen te gebruiken.
- De Triade: Een machtig collectief van demonen dat het op de zussen gemunt heeft.
- De Bron: De Bron van al het Kwaad die fungeert als opperbevelhebber in de Onderwereld.
- Cole Turner/Belthazor: De half demonische vriend van Phoebe die worstelt met zijn slechte kant en liefde voor haar.
- Christy Jenkins: De zus van Billie die als kind ontvoerd is geweest door demonen en door hen tegen de zussen Halliwell is opgezet.
- Wyatt Halliwell: De oudste zoon van Piper en Leo.
- Chris Halliwell: De jongste zoon van Piper en Leo die als volwassene uit een donkere toekomst komt om deze te veranderen.

### Wezens
- Lichtgidsen: Beschermengelen voor heksen.
- Darklighters: De tegenpolen van Lichtgidsen.
- Avatars: Een collectief van machtige, neutrale magische wezens die Utopia willen verwezenlijken.
- The Hollow: Een neutrale, gevaarlijke magie die opgeroepen kan worden door magische wezens en de krachten van magische wezens kan absorberen.
- Ouderlingen: De bazen van Lichtgidsen en hoge macht voor de kant van het Goede.
- Demonen: Kwaadaardige wezens afkomstig uit de Onderwereld.
- Warlocks: Heksen die op het slechte pad zijn geraakt en continu jacht maken op krachten van heksen.

## Achtergrond

### Productie
In 1998 begon The WB met het zoeken naar een nieuwe dramaserie voor het televisieseizoen 1998-1999. Ze benaderden Spelling Television, die de toen meest succesvolle serie van het netwerk, 7th Heaven, had geproduceerd, om de serie te creëren. Uitbreidend op de populariteit van heksenthema-drama's zoals The Craft (1996) en Practical Magic (1998), verkende de productiemaatschappij verschillende vormen van mythologie om personages te vinden die ze konden realiseren met hedendaags verhaalvertellen.
Constance M. Burge werd aangenomen om de serie te creëren omdat ze onder contract stond bij 20th Century Fox en Spelling Television na het bedenken van de dramaserie Savannah (1996-1997). Toen het thema hekserij voor het eerst aan haar werd voorgesteld, was ze zich bewust van de stereotypen van heksen (vliegende bezems, zwarte katten en wratten). Na onderzoek naar Wicca veranderde ze van perspectief en streefde ernaar om een verhaal te vertellen over goede heksen die eruitzagen en handelden als gewone mensen. Met dit in gedachten was haar oorspronkelijke concept een serie die zich afspeelde in Boston over drie vrienden en huisgenoten die allemaal heksen waren. Echter, uitvoerend producent E. Duke Vincent had weinig vertrouwen en vroeg zich af "Waarom zou iemand een serie willen kijken over drie heksen?" Hij stelde voor dat de serie zich moest richten op familiewaarden en ontwikkelde de mantra voor de gehele serie dat het ging over "drie zussen die toevallig heksen zijn, in plaats van drie heksen die toevallig zussen zijn." Spelling raakte enthousiast over Burge's ideeën en nadat het concept was aangepast naar een serie over drie zussen (die nu in San Francisco wonen) die afstammen van een lijn van heksen, werd het voorgelegd aan de President of Entertainment van The WB, Susanne Daniels, die het goedkeurde, waardoor de serie kon beginnen met ontwikkelen.
De serie kreeg de titel Charmed nadat Spelling's suggestie van House of Sisters werd verworpen. Burge schreef het script voor de pilotaflevering en een versie van 28 minuten van de pilot werd gefilmd (de "niet-uitgezonden pilot", nooit uitgezonden op televisie). Nadat origineel castlid Lori Rom de serie verliet voor de première, nam Alyssa Milano haar rol over en moest er een nieuwe pilot worden gefilmd. Bij de première kreeg Charmed het grootste publiek voor een seriepremière in de geschiedenis van The WB. Het eerste seizoen van 22 afleveringen werd opgepikt door The WB nadat slechts twee afleveringen waren uitgezonden. Opnames vonden plaats in Hollywood.
Charmed bevat zowel elementen van sciencefiction als komedie, fantasy, drama en horror. Veel terugkerende aspecten van de serie doen denken aan een eveneens succesvolle televisieserie in dit genre Buffy the Vampire Slayer en diens latere spin-off Angel.
Het motto van de serie luidt The Power of Three will set us free, wat ook op de verhaallijn slaat. Het bekendste logo dat wordt gevoerd is het Triquetra, een van oorsprong heidens teken dat later door christenen werd gebruikt om de drie-eenheid aan te duiden. Uit die hoek kwam ook kritiek.
The Manor, het huis waarin de zussen wonen, staat in de serie in San Francisco. In het echt staat dit huis echter in Los Angeles en de opnamen binnen zijn gemaakt in studio's.

### Veranderingen door de jaren heen
Door de jaren heen heeft de televisieserie verschillende veranderingen in het verhaal ondergaan.
In de eerste drie seizoenen lag de focus voornamelijk op wezens afkomstig uit de wereld van Wicca en door de producenten van de serie bedachte entiteiten zoals lichtgidsen. Vanaf seizoen 3 begon men voorzichtig af te wijken van dit concept, toen bedenkster en producent Constance M. Burge de serie verliet. Naarmate seizoen 3 vorderde, stapte de serie vrijwel geheel af van wezens uit de wereld van Wicca en hekserij. Producent Brad Kern richtte zich vervolgens meer op reeds bestaande en bekende wezens zoals vampiers en weerwolven. In latere seizoenen werden ook entiteiten uit oude sagen en legendes geïntroduceerd, bijvoorbeeld uit de Romeinse en Griekse mythologie.
Charmed heeft meerdere bezuinigingsronden doorgemaakt, wat ook in de serie zichtbaar werd. Zo verloor het personage Phoebe haar levitatiekrachten door een uitspraak van een 'magische rechtbank'. De werkelijke reden voor het verdwijnen van deze kracht was echter een bezuiniging. Het was te kostbaar om actrice Alyssa Milano regelmatig te laten zweven met behulp van de daarvoor bestemde apparatuur.
Een andere bezuiniging betrof de make-up, vooral die van de demonen. In de eerste seizoenen hadden de demonen vaak een monsterlijk uiterlijk en waren ze uitbundig aangekleed. Later in de serie kregen ze steeds vaker het uiterlijk van gewone mensen, hoewel ze als demonen geloofwaardig bleven.
De meest in het oog springende bezuinigingen waren echter die op de rollen van Leo Wyatt (gespeeld door Brian Krause) en Darryl Morris (gespeeld door Dorian Gregory). Beide rollen werden in het laatste seizoen wegbezuinigd. Darryl werd aan het begin van het seizoen al uit de serie geschreven. Leo bleef in beperkte mate aanwezig en verscheen slechts in 12 afleveringen van seizoen 8. Dit werd gedaan om zijn verhaallijn niet te abrupt te laten eindigen. Leo keerde vervolgens terug voor de laatste twee afleveringen van het laatste seizoen.

## Rolverdeling

### Hoofdrollen
Charmed had in de eerste drie seizoenen als drie vaste hoofdrolspelers:
- Shannen Doherty (bekend van Beverly Hills, 90210) als Prudence, oudste zus.
- Holly Marie Combs (bekend van Picket Fences) als Piper, middelste zus.
- Alyssa Milano (bekend van Who's the Boss?) als Phoebe, jongste zus.

De drie vrouwen begonnen vol plezier aan Charmed en werden goede vriendinnen. In het derde seizoen ging het echter mis toen Milano en Doherty steeds vaker ruzie kregen. Dit kwam volgens sommige bronnen doordat Doherty erop stond dat zij in het midden van alle publiciteitsfoto's zou komen te staan, waardoor ze Milano aan de kant schoof. Uiteindelijk dreigde Milano ermee te stoppen, tenzij Doherty verdween. Maar de producers hoefden geen partij te kiezen, want Doherty verliet de serie, wat het einde van Prue Halliwell betekende.
Die plek werd al snel opgevuld door nieuwkomer Rose McGowan, bekend van de film Scream. Ze kwam in de serie als Paige Matthews, het halfzusje van Prue, Piper en Phoebe. De Power of Three werd weer hersteld en de kijkcijfers bleven stijgen.
Door de jaren heen werden de vrouwen in zowel de eerste drie als de laatste vijf seizoenen bijgestaan door een trouwe groep van acteurs.
- Brian Krause speelde vanaf seizoen 1 de rol van Leo Wyatt en hoewel zijn rol eerst als gastrol was bedoeld, groeide die uit tot een populair personage en kreeg Krause in seizoen 2 een vast contract. In seizoen 8 werd Krause tijdelijk uit de serie geschreven, om zo geld te besparen om de laatste afleveringen van dat seizoen, maar ook van de serie, een spectaculair einde te kunnen geven. In de laatste afleveringen keerde Krause weer terug.
- Dorian Gregory speelde vanaf seizoen 1 de rol van politieagent Darryl Morris, de enige die weet van de zusjes en hun krachten. Gregory werd echter in de laatste aflevering van seizoen 7 uit de serie geschreven, omdat er geen interessante verhaallijn meer was en ook weer om geld te besparen voor het volgende en laatste seizoen.
- Julian McMahon kwam in seizoen 3 als Cole Turner, officier van justitie, in werkelijkheid de wrede demon Belthazor. Opnieuw was deze rol eigenlijk maar voor een jaar bedoeld, maar de relatie tussen Phoebe en Cole viel zo in de smaak bij het publiek, dat de producers McMahons contract met twee jaar verlengden, ook al omdat Shannen Doherty rond dezelfde tijd de serie zou verlaten. Halverwege seizoen 5 vertrok McMahon, met het gevoel dat het Cole-verhaal was afgesloten. Hij keerde nog eenmaal als Cole terug in seizoen 7.
- Drew Fuller verscheen in de serie aan het einde van seizoen 5 als Chris Perry Halliwell. De toevoeging van dit personage was volgens het publiek een goede keuze, gezien de verhaallijn van de man. Kijkers moesten ook van Fuller afscheid nemen, toen zijn personage in de laatste aflevering van seizoen 6 stierf. Fuller keerde echter in seizoen 7 nog eenmaal terug en ook in seizoen 8 was hij als gastacteur weer van de partij.
- Kaley Cuoco was de laatste in de rij die aan de serie werd toegevoegd. Als de eigenwijze heks Billie kwam ze terecht bij de Halliwells. Cuoco bleef tot het einde van seizoen 8 en sloot dan ook samen met de oorspronkelijke acteurs het seizoen en ook de serie voorgoed af.

### Beroemde gastrollen
Seizoen 1
- John Cho als Mark Chao (een van Pipers eerste liefdes in Charmed) (aflevering 4)
- Christina Milian als Teri Lane (aflevering 12)
- Billy Drago als Barbas (de Demon van Angst) (aflevering 13)
- Jennifer Rhodes als Penny (de oma van de zusjes) (aflevering 15, 17)
- Alex McArthur als Gabriël (aflevering 16)
- Michael Weatherly als Brendan Rowe (aflevering 18)
- David Carradine als Tempus (aflevering 22)

Seizoen 2
- Jennifer Rhodes als Penny (aflevering 1)
- Dishwalla als zichzelf (band) (aflevering 4)
- The Cranberries als zichzelf (band) (aflevering 5)
- Lochlyn Munro als Jack Sheridan (Prues collega) (aflevering 6, 7, 8, 9, 10, 11, 12)
- Misha Collins als Eric Bragg (aflevering 7)
- Billy Drago als Barbas (aflevering 9)
- Antonio Sabato Jr. als Bane Jessup (de minnaar van Prue) (aflevering 9, 15)

Seizoen 3
- Jennifer Rhodes als Penny (aflevering 2, 15, 17)
- Michael Bailey Smith als Belthazor (de demonische kant van Cole) (aflevering 3, 5, 7, 8, 15, 20, 21)
- James Read als Victor Bennett (de vader van de zusjes) (aflevering 10, 14, 15)
- Julian McMahon als Cole (Phoebes geliefde)
- Ashley Tisdale als onschuldige (weggelopen meisje) (aflevering 21)

Seizoen 4
- James Read als Victor Bennett (aflevering 1, 15)
- Jennifer Rhodes als Penny (aflevering 1)
- Krista Allen als The Oracle (de assistent van de Bron van al het Kwaad) (aflevering 1, 2, 7)
- Michael Bailey Smith als Belthazor (aflevering 2)
- Becky Wahlstrom als Lila (een collega van Paige) (aflevering 3, 16)
- James Hong als Zen Master (aflevering 4)
- Daniel Dae Kim als Yen Lo (aflevering 4)
- Robert Englund als Gammill (aflevering 5)
- Coolio als Lazarus Demon (aflevering 15)
- Bruce Campbell als agent Jackman (aflevering 22)

Seizoen 5
- Jaime Pressly als Mylie (een zeemeermin) (aflevering 1)
- Sean Patrick Flanery als Adam (aflevering 3)
- Jennifer Rhodes als Penny (aflevering 3, 7, 21)
- Melinda Clarke als The Siren (aflevering 4)
- Billy Drago als Barbas (aflevering 7)
- James Read als Victor Bennett (aflevering 7, 15)
- Adrian Paul als Jeric (aflevering 10)
- Michelle Branch als zichzelf (aflevering 12)
- Cheryl Ladd als Doris Bennett (de nieuwe vrouw van Victor) (aflevering 15)
- Drew Fuller als Chris Perry Halliwell (aflevering 22 en 23)
- Eric Dane als Jason (baas Phoebe)

Seizoen 6
- Jenny McCarthy als Mitzy Stillman (aflevering 4)
- Balthazar Getty als Richard Montana (aflevering 5, 7, 8, 10, 13, 15)
- Jennifer Rhodes als Penny (aflevering 11)
- James Read als Victor Bennett (aflevering 17)
- Billy Drago als Barbas (aflevering 19, 22, 23)
- Drew Fuller als Chris, de Lichtgids uit de toekomst, die later de 2e zoon van Leo en Piper blijkt te zijn (vele afleveringen)
- Eric Dane als Jason, de baas en het vriendje van Phoebe

Seizoen 7
- Billy Drago als Barbas (aflevering 1)
- Nick Lachey als Leslie St. Claire (Phoebes vervanger en soort van vriendje) (aflevering 1, 2, 3, 4, 5, 6)
- James Avery als Zola (aflevering 1)
- Charisma Carpenter als The Seer (aflevering 3, 5, 10)
- James Read als Victor Bennett (aflevering 3, 22)
- Jennifer Rhodes als Penny (aflevering 3, 13)
- Kerr Smith als Kyle Brody (Paiges vriendje) (aflevering 4, 5, 6, 7, 8, 9, 10, 11, 12, 13)
- Zack Ward als Kevin Casey (aflevering 5)
- The Donnas als zichzelf (band) (aflevering 7)
- Ann Cusack als Miss Donovan (aflevering 8, 14)
- Billy Zane als Drake (aflevering 14, 15, 16)
- Julian McMahon als Cole Turner (aflevering 16)
- Drew Fuller als Chris (aflevering 7)
- Becki Newton als Pipers vermomming

Seizoen 8
- Adrienne Wilkinson als Phoebes vermomming (aflevering 1)
- Janice Dickinson als zichzelf (aflevering 1)
- James Read als Victor Bennett (aflevering 1, 21, 22)
- Jennifer Rhodes als Penny (aflevering 1, 22)
- Jason Lewis als Dex Lawson (Phoebes vriendje) (aflevering 1, 2, 3, 4, 5, 6)
- Liz Phair als zichzelf (aflevering 8)
- Drew Fuller als Chris (aflevering 22)
- Wes Ramsey als Wyatt Matthew Halliwell (aflevering Forever Charmed)

## Uitzendingen

### Nederland
In Nederland werd Charmed uitgezonden door Fox vanaf eind 1998 tot eind 2000, hierna nam Net5 het over vanaf maart 2001. Net5 begon in 2005 met het uitzenden van het laatste seizoen. De run werd echter meerdere malen onderbroken, en de terugkeer werd meerdere malen uitgesteld. In 2007 besloot Net5 echter de gehele serie te herhalen, inclusief de laatste afleveringen.
In totaal heeft Net5 er dus van 2005 tot 2008 over gedaan om één seizoen uit te zenden, en daarnaast is de serie gedemoveerd van primetime naar de vooravond.
In Nederland werd de serie in eerste instantie door ruim een half miljoen kijkers bekeken (met regelmatig cijfers dichter bij de 600.000 dan de 500.000). Echter, net als in de V.S., werden de kijkcijfers hier ook slechter, met als dieptepunt minder dan 300.000 (met cijfers regelmatig dichter bij de 200.000 dan de 300.000) kijkers bij de seizoenen 6 en 7, en het begin van 8. Opvallend is wel dat de herhalingen van Charmed (eens in de zoveel tijd herhaald door Net5) het elke keer weer goed lijken te doen, met kijkcijfers ruim boven de 250.000 kijkers. Met regelmaat waren de kijkcijfers van de herhalingen (Charmed is zowel in 2004 als 2005-2006 dagelijks herhaald rond etenstijd, begonnen werd met seizoen 1, de allereerste aflevering) ongeveer hetzelfde, en in een enkel geval zelfs beter, dan die van de 'nieuwe' afleveringen (afleveringen van de laatste seizoenen) op de vrijdagavond. Net5 heeft Charmed vanaf juni 2007 opnieuw uitgezonden vanaf seizoen 1; deze herhalingen trokken gemiddeld 200.000 kijkers per aflevering.
Inmiddels staat, sinds begin 2021, de volledige serie op Videoland.

### België
In België wordt Charmed uitgezonden op Play5. Elk jaar wordt ongeveer eind augustus begonnen met de eerste aflevering (seizoen 1, aflevering 1) om ergens in april/mei te eindigen met de allerlaatste aflevering, Forever Charmed.

## Afleveringen
- Lijst van afleveringen van Charmed

## Reboot
In 2018 startte een reboot van Charmed op de Amerikaanse zender The CW. In Nederland is de serie te zien op Videoland. In de reboot staan ook drie zussen centraal (Mel, Macy en Maggie), die de Macht van Drie gebruiken om het kwaad te bevechten.
De reboot is anders van opzet. Zo zijn de zussen jonger en worden ook zwaardere onderwerpen als seksisme, racisme en homofobie besproken. Verder legt de reboot de focus op een Latijns-Amerikaanse versie van hekserij, genaamd brujería.